# Гандзуш, Михал
Михал Гандзуш (словац. Michal Handzuš; род. 11 марта 1977, Банска-Бистрица) — словацкий хоккеист, центральный нападающий. Воспитанник клуба «Банска-Бистрица», обладатель Кубка Стэнли в составе «Чикаго Блэкхокс» в 2013 году, чемпион мира 2002 года.

## Карьера

### Клубная
Михал Гандзуш родился в чехословацком городе Банска-Быстрица, где и началась его хоккейная карьера. После двух сезонов в одноименном хоккейном клубе и ХК «Попрад» Гандзуш отправился на драфт НХЛ. Он был выбран командой «Сент-Луис Блюз» под 101-м номером. В составе «блюзменов» Гандзуш провёл два с половиной года, после чего был обменян в «Финикс Койотс», а оттуда — в «Филадельфию Флайерз», одну из сильнейших команд Восточной конференции.
5 декабря 2002 года Гандзуш принес «лётчикам» победу над «Вашингтон Кэпиталз», реализовав буллит в дополнительное время матча. Благодаря этому словак вошёл в историю НХЛ — он стал всего лишь вторым хоккеистом за все время существования лиги, которому удалось забить со штрафного броска в овертайме. В регулярном чемпионате 2003/04 Гандзуш стал вторым бомбардиром «Флайерз» c 58 очками (20+38); в плей-офф этого сезона клуб Гандзуша добрался до финала конференции, проиграв там будущему обладателю Кубка Стэнли — «Тампа Бэй Лайтнинг».
Во время локаута Гандзуш вернулся на родину и выступал за «Зволен». С новой командой он выиграл Континентальный Кубок, причём в финале победу «Зволену» принесли два гола Гандзуша, на которые соперник словаков — московское «Динамо» — ответил лишь одним.
С возобновлением игр в НХЛ Гандзуш вернулся в «Филадельфию», но, как оказалось, ненадолго: летом 2006 г. он стал игроком «Чикаго Блэкхокс». Через год Гандзуш сменил «Чикаго» на «Лос-Анджелес Кингз», подписавший с форвардом четырёхлетний контракт. По истечении срока контракта с «королями» Михал перешёл в «Сан-Хосе Шаркс». В 2013 году был обменян в «Чикаго Блэкхокс», с которым выиграл Кубок Стэнли.

### В сборной
Гандзуш защищал цвета сборной Словакии на двух Олимпиадах (2002, 2010) и шести чемпионатах мира (2000, 2002, 2005, 2009, 2011, 2012). На мировом первенстве в Санкт-Петербурге (2000 г.) он вместе с партнерами по сборной завоевал серебряные медали, а в Швеции, в 2002 году, стал победителем турнира. В 2012 году Гандзуш вновь получил серебро мирового чемпионата по хоккею.

## Достижения
- Медаль Президента Словацкой Республики (7 января 2016 года)[6]
- Крест Президента Словацкой Республики I степени (15 мая 2002 года)[7]
- Чемпион мира: 2002
- Серебряный призёр чемпионата мира: 2000, 2012
- Обладатель Континентального Кубка: 2005
- Обладатель Кубка Стэнли: 2013
- Чемпион Словакии: 2017
- Серебряный призёр Словацкой экстралиги: 2005, 2015, 2016

## Статистика

### Клубная карьера
```
                                                --- Regular Season ---  ---- Playoffs ----
   Season   Team                         Lge    GP    G    A  Pts  PIM  GP   G   A Pts PIM
   ---------------------------------------------------------------------------------------
   1994-95  Banská Bystrica              SVK-2  22   15   14  29    10
   1995-96  Banská Bystrica              SVK    19    3    1   4     8
   1996-97  HC Poprad                    SVK    44   15   18   33   24
   1997-98  Worcester Ice Cats           AHL    69   27   36   63   54  11   2   6   8  10
   1998-99  St. Louis Blues              NHL    66    4   12   16   30  11   0   2   2   8
   1999-00  St. Louis Blues              NHL    81   25   28   53   44   7   0   3   3   6
   2000-01  St. Louis Blues              NHL    36   10   14   24   12
   2000-01  Phoenix Coyotes              NHL    10    4    4    8   21  --  --  --  --  --
   2001-02  Phoenix Coyotes              NHL    79   15   30   45   34   5   0   0   0   2
   2002-03  Philadelphia Flyers          NHL    82   23   21   44   46  13   2   6   8   6
   2003-04  Philadelphia Flyers          NHL    82   20   38   58   82  18   5   5  10  10
   2004-05  HKM Zvolen                   SVK    33   14   24   38   34  17   5  10  15   6
   2005-06  Philadelphia Flyers          NHL    73   11   33   44   38   6   0   2   2   2 
   2006-07  Chicago Blackhawks           NHL     8    3    5    8    6  --  --  --  --  --
   2007-08  Los Angeles Kings            NHL    82    7   14   21   45  --  --  --  --  --
   2008-09  Los Angeles Kings            NHL    82   18   24   42   32  --  --  --  --  --
   2009–10  Los Angeles Kings	          NHL    81   20   22   42   38   6   3   2   5   4
   2010–11  Los Angeles Kings	          NHL    82   12   18   30   20   6   1   1   2   0
   2011-12  San Jose Sharks              NHL    67    7   17   24   18   2   0   0   0   0
   2012-13  San Jose Sharks              NHL    28    1    1    2   12  --  --  --  --  --
   2012-13  Chicago Blackhawks           NHL    11    1    5    6    4  23   3   8  11   6
   2013-14  Chicago Blackhawks           NHL    59    4   12   16   16  19   2   1   3   8
   2014-15  Banská Bystrica              SVK    22    7   11   18   16  18   3   9  12   2
   2015-16  Banská Bystrica              SVK    40   12   16   28   36  15   1   6   7  12
   2016-17  Banská Bystrica              SVK    10    1    5    6   27  15   4   6  10   4
   ---------------------------------------------------------------------------------------
             NHL всего                        1009  185  298  483  498 116  16  30  46  52
             SVK всего                         183   61   85  146  167  65  13  31  44  24
```

### Международные соревнования
| Год                   | Сборная               | Турнир                | Место                 |    | И  | Г  | П  | О  | Штр |
| --------------------- | --------------------- | --------------------- | --------------------- | -- | -- | -- | -- | -- | --- |
| 1995                  | Словакия (юниор.)     | ЮЧЕ (до 18) (B)       | 1                     | 5  | 5  | 3  | 8  | 4  |     |
| 1996                  | Словакия (мол.)       | МЧМ (до 20)           | 7                     | 6  | 0  | 3  | 3  | 2  |     |
| 1997                  | Словакия (мол.)       | МЧМ (до 20)           | 6                     | 6  | 2  | 4  | 6  | 2  |     |
| Всего (юниор. и мол.) | Всего (юниор. и мол.) | Всего (юниор. и мол.) | Всего (юниор. и мол.) | 17 | 7  | 10 | 17 | 8  |     |
| 2000                  | Словакия              | ЧМ                    |                       | 6  | 1  | 4  | 5  | 4  |     |
| 2002                  | Словакия              | ОИ                    | 13                    | 2  | 1  | 0  | 1  | 6  |     |
| 2002                  | Словакия              | ЧМ                    |                       | 6  | 1  | 4  | 5  | 4  |     |
| 2005                  | Словакия              | ЧМ                    | 5                     | 7  | 3  | 0  | 3  | 2  |     |
| 2009                  | Словакия              | ЧМ                    | 10                    | 6  | 0  | 4  | 4  | 6  |     |
| 2010                  | Словакия              | ОИ                    | 4                     | 7  | 3  | 3  | 6  | 0  |     |
| 2011                  | Словакия              | ЧМ                    | 10                    | 5  | 0  | 2  | 2  | 0  |     |
| 2012                  | Словакия              | ЧМ                    |                       | 8  | 2  | 5  | 7  | 0  |     |
| Всего (осн. сборная)  | Всего (осн. сборная)  | Всего (осн. сборная)  | Всего (осн. сборная)  | 47 | 11 | 22 | 33 | 22 |     |